# بويان جوجاك
بويان جوجاك هو لاعب كرة قدم صربي في مركز الدفاع، ولد في 28 أغسطس 1979 في بريبولييه ‏ في صربيا. لعب مع نادي سلوغا يوغوماغنات ونادي ميتالاك.

## وصلات خارجية
- بويان جوجاك على موقع قاعدة بيانات كرة القدم.إي يو (الإنجليزية)
- بويان جوجاك على موقع Soccerway.com (الإنجليزية)